# 부 2! 어 마디아 할로윈
《부 2! 어 마디아 할로윈》(Tyler Perry's Boo 2! A Madea Halloween)은 미국에서 제작된 타일러 페리 감독의 2017년 코미디, 공포 영화이다. 타일러 페리 등이 주연으로 출연하였고 오지 아류 등이 제작에 참여하였다. 이 영화는 2017년 10월 20일 라이언스게이트에 의해 개봉되었으며 비평가들로부터 부정적인 평가를 받으며 4800만 달러의 수익을 거둬들였다.

## 출연

### 주연
- 타일러 페리

### 조연
- 렉시 판테라
- 이난나 사키스
- 다이아몬드 화이트
- 유세프 에라캇
- 캐시 데이비스
- 티토 오티즈
- 앙드레 홀